# Tours Football Club
El Tours FC fue un club de fútbol de Francia, de la ciudad de Tours. Fue fundado en 1919 y juega en la Régional 1 Centre-Val de Loire.
Está hermandado con el equipo de la séptima división ucraniana FC Metallurg Kiev.
Después de jugar la temporada 2007/08 en el Championnat National, Tours regresa a la Ligue 2 luego de quedar en la segunda posición.

## Uniforme
- Uniforme titular: Camiseta azul claro, pantalón negro, medias azul claro.
- Uniforme alternativo: Camiseta azul, pantalón azul, medias azules.

## Jugadores

### Plantilla 2018/19

#### Altas y bajas 2017–18 (invierno)
| Altas          | Altas          | Altas          | Altas     | Altas        |
| Jugador        | Posición       | Procedencia    | Tipo      | Costo        |
| -------------- | -------------- | -------------- | --------- | ------------ |
| Antoine Devaux | Centrocampista | Stade de Reims | Traspaso. | No revelado. |
| Samson Mbingui | Centrocampista | Agente libre   | Libre.    | --           |
| Seid Zukić     | Delantero      | Agente libre   | Libre.    | --           |
| Mory Koné      | Defensa        | ESTAC Troyes   | Cesión.   | --           |

| Bajas              | Bajas          | Bajas        | Bajas                  | Bajas        |
| Jugador            | Posición       | Destino      | Tipo                   | Costo        |
| ------------------ | -------------- | ------------ | ---------------------- | ------------ |
| Jordan Popineau    | Delantero      | Concarneau   | Traspaso.              | No revelado. |
| Florian Makhedjouf | Centrocampista | Agente libre | Rescisión de contrato. | --           |
| Hameur Bouazza     | Delantero      | Agente libre | Rescisión de contrato. | --           |

## Entrenadores
- Alfred Aston (1951–56)
- Désiré Carré (1957-1958)
- Robert Caquet (1959-1960)
- Jules Vandooren (1961–62)
- Stanislas Dombeck (1964–67)
- Yvon Jublot (1969–76)
- Pierre Phelippon (1976–81)
- Hennie Hollink (1981–83)
- Guy Briet (1983–85)
- Serge Besnard (1985–86)
- Yvon Jublot (1986–88)
- Jean Sérafin (1988–92)
- Raymond Kéruzoré (1992–93)
- Philippe Leroux (1993–95)
- Christian Letard (1995–99)
- Albert Falette (1999–07)[8]
- Philippe Bizeul (2007)[8]
- Daniel Sanchez (2007–11)[9]
- Peter Zeidler (2011–12)[9]
- Bernard Blaquart (2012–1?)
- Olivier Pantaloni (2013–14)[10]
- Alexandre Dujeux (interino) (2014–)
- Gilbert Zoonekynd (2017)[11]
- Sébastien Gondouin (interino) (2017)
- Jorge Costa (2017-2018)
- René Lobello (2018-2019)
- Michel Estevan (2019-)[2]

## Palmarés

### Torneos nacionales
- Ligue 2 (1): 1983-84.
- Subcampeón de la Ligue 2 en 1979-80.
- Subcampeón del Championnat National en 2006 y 2008.

## Rivalidades
Su máximo rival es Le Mans FC.